# San José de la Trinidad
San José de la Trinidad är en ort i Mexiko.   Den ligger i kommunen Tarímbaro och delstaten Michoacán de Ocampo, i den södra delen av landet, 220 km väster om huvudstaden Mexico City. San José de la Trinidad ligger 1 874 meter över havet och antalet invånare är 508.
Terrängen runt San José de la Trinidad är varierad. Runt San José de la Trinidad är det tätbefolkat, med 411 invånare per kvadratkilometer. Närmaste större samhälle är Morelia, 8,4 km söder om San José de la Trinidad. I omgivningarna runt San José de la Trinidad växer huvudsakligen savannskog.